# IC 2831
IC 2831 је појединачна звијезда у сазвјежђу Лав која се налази на листи објеката дубоког неба у Индекс каталогу.
Деклинација објекта је + 8° 58' 45" а ректасцензија 11h 27m 22,7s.